# Barbara Dex
Barbara Maria Karel Deckx, z umetniškim imenom Barbara Dex, belgijska pevka zabavne glasbe; * 22. januar 1974, Turnhout, Belgija.
Barbara Dex je leta 1994 zastopala svojo državo na Pesmi Evrovizije v Millstreetu s pesmijo Iemand als jij ter zasedla zadnje, 25. mesto. Na nacionalnem izboru za Pesem Evrovizije je nastopila še dvakrat, leta 2004 je s pesmijo One Life v duetu z Alidesom Hiddingom zasedla tretje, leta 2006 pa s s countryjem obarvano pesmijo Crazy peto mesto.
Je ena od treh otrok belgijskega pevca Marcela Deckxa, bolj znanega pod umetniškim imenom Marc Dex. Brat Tom Deckx igra basovsko kitaro.

## Nagrada Barbare Dex
Na izboru za Pesem Evrovizije je imela na sebi obleko, ki jo je sama sešila in s tem navdihnila evrovizijske oboževalce, da so začeli podeljevati nagrado Barbare Dex. Gre za humorno nagrado, ki jo vsako leto podelijo najslabše oblečenemu evrovizijskemu predstavniku.

## Diskografija
Barbara Dex je od leta 1993 izdala več albumov. Na prvi album Iemand iz leta 1993 je uvrstila nekaj pesmi v nizozemščini, od leta 1994 pa prepeva le pesmi v angleščini.

### Albumi
- Iemand (1993)
- Waiting for a New Moon (1994)
- Tender Touch (1996)
- Strong (1998)
- Timeless (2001)
- Enjoy: a Taste of Gospel (2003)
- Blue-eyed Girl (2006)
- Only One Me (2008)
- I Am Barbara Dex (2011)
- Dex, Drugs & Rock 'n Roll (2016)

### Singli
- »One life« (2004)
- »Crazy« (2006)
- »I am« (2010)
- »Before« (2011)